# Phosphate de triphényle
Le phosphate de triphényle ou TPhP ou TPP est un composé chimique de formule semi-développée (C6H5)3PO4.
Il est fabriqué à partir d'oxychlorure de phosphore et de phénol.

## Propriétés
Le TPhP s'hydrolyse en phosphate de diphényle et en phénol dans une solution alcaline. La décomposition thermique commence à 600 °C, mais n'est à 1 000 °C pas encore terminée.
Les traces de TPhP dans l'environnement proviennent la plupart du temps de fuites d'huile hydraulique ou de la combustion de plastiques. C'est un des inhibiteurs de l'acétylcholinestérase, dont la grande toxicité a été prouvée dans les milieux aquatiques, en particulier sur les poissons.

## Utilisation
Le phosphate de triphényle est principalement utilisé comme plastifiant et ignifuge.
Son application la plus courante reste le retard des flammes dans les composants électriques et automobiles. Il est également utilisé comme plastifiant, en particulier dans les plastiques en acétate de cellulose (celluloïd). C'est aussi un constituant de certaines huiles hydrauliques et lubrifiants.

## Sécurité
En 2012, l'UE a inclus le phosphate de triphényle dans le plan d’action continu communautaire, conformément au règlement (CE) no 1907/2006 (REACH). Cette mesure a été motivée par des préoccupations concernant son utilisation généralisée, et en tant que perturbateur endocrinien potentiel.